# Leggii d'oro
Les Leggii d'oro (Leggio d'oro au singulier) sont des récompenses cinématographiques italiennes créées en 1994 par l'Institution nationale démocratique de l'action sociale (it) (ENDAS) et distinguant les acteurs et actrices spécialisés dans le doublage.
Après une première édition en 1995, elles ont été remises de façons irrégulière de 2004 à 2017.

## Catégories
Parmi les catégories présentes selon les années, on peut citer :
- Leggio d'oro de l'interprétation féminine
- Leggio d'oro de l'interprétation masculine
- Leggio d'oro de la voix féminine télévisuelle
- Leggio d'oro de la voix masculine télévisuelle
- Leggio d'oro de la voix de dessins animés
- Leggio d'oro de la révélation vocale
- Leggio d'oro de la carrière
- Leggio d'oro de la direction artistique
- Leggio d'oro du montage et des dialogues
- Leggio d'oro - Mention spéciale
- Leggio d'oro Pino Locchi (it), rebaptisé Leggio d'oro Alberto Sordi en 2004.

À partir de 2006 sont remis des Prix de la voix (Premi alla voce) honorant des personnalités publiques s'étant distinguées dans le domaine social, médiatique, artistique ou sportif.

## Palmarès

### 1995
La première cérémonie de remise a eu lieu le 15 juillet 1995 à Pontremoli et était présentée par Vittorio Vatteroni (it),.
- Leggio d'oro - Mention spéciale : Alberto Sordi
- Leggio d'oro de la carrière : Giuseppe Rinaldi
- Leggio d'oro Pino Locchi : Michele Gammino
- Leggio d'oro de l'interprétation féminine : Rossella Izzo (Susan Sarandon dans La Dernière Marche)
- Leggio d'oro de l'interprétation masculine : Glauco Onorato (Arnold Schwarzenegger dans True Lies)
- Leggio d'oro de la voix féminine télévisuelle : Alina Moradei (Angela Lansbury dans Arabesque)
- Leggio d'oro de la voix masculine télévisuelle : Claudio Capone (Ronn Moss dans Amour, Gloire et Beauté)
- Leggio d'oro de la direction artistique : Silvana Fantini et Renato Izzo
- Leggio d'oro de la voix de dessins animés : Laura Boccanera et Massimo Corvo (La Belle et la Bête)
- Leggio d'oro du montage et des dialogues : Walter Benelli
- Leggio d'oro - Mention spéciale du « doublage physique » : Riccardo Pizzuti et Salvatore Borgese

### 2004
La deuxième cérémonie de remise a eu lieu le 10 juillet 2004 à Magnago et était présentée par Raffaella Cesaroni et Luciano Mastellari,
- Leggio d'oro Alberto Sordi : Pino Insegno
- Leggio d'oro de la carrière : Oreste Rizzini
- Leggio d'oro de l'interprétation féminine : Melina Martello (Diane Keaton dans Tout peut arriver)
- Leggio d'oro de l'interprétation masculine : Francesco Pannofino (Denzel Washington dans Out of Time)
- Leggio d'oro voce televisiva : Natale Ciravolo
- Leggio d'oro de la direction artistique : Elisabetta Bucciarelli
- Leggio d'oro de la voix de dessins animés : Monica Ward (Lisa Simpson dans Les Simpson)
- Leggio d'oro du montage et des dialogues : Filippo Ottoni
- Leggio d'oro de la révélation vocale : Francesco Pezzulli
- Leggio d'oro - Mention spéciale : Oreste Lionello

### 2006
La troisième cérémonie de remise a eu lieu le 29 juillet 2006 à Carrara et était présentée par Dariella Piolanti et Vittorio Vatteroni,
- Leggio d'oro de la carrière : Cesare Barbetti et Gigi Proietti
- Leggio d'oro de la voix féminine de l'annéee : Emanuela Rossi
- Leggio d'oro de la voix masculine de l'année : Luca Biagini
- Leggio d'oro de l'interprétation féminine : Ilaria Stagni (Jennifer Lopez dans Une vie inachevée)
- Leggio d'oro de l'interprétation masculine : Roberto Chevalier (Tom Hanks dans Da Vinci Code)
- Leggio d'oro de la direction artistique : Manlio De Angelis (Da Vinci Code)
- Leggio d'oro de la voix de dessins animés : Roberta Lanfranchi e Claudio Bisio (L'Âge de glace 2)
- Leggio d'oro - Mention spéciale : Sergio Graziani
- Prix de la voix télévisuelle : Lorenzo Beccati

### 2007
La quatrième cérémonie de remise a eu lieu le 19 mai 2007 à Carrara et était présentée par Veronica Maya et Francesco Pannofino,
- Leggio d'oro de la carrière : Sergio Fiorentini et Serena Verdirosi
- Leggio d'oro de la voix féminine de l'annéee : Connie Bismuto
- Leggio d'oro de la voix masculine de l'année : Michele Kalamera
- Leggio d'oro de l'interprétation féminine : Maria Pia Di Meo (Meryl Streep dans Le Diable s'habille en Prada)
- Leggio d'oro de l'interprétation masculine : Paolo Buglioni (Forest Whitaker dans Le Dernier Roi d'Écosse)
- Leggio d'oro de la direction artistique : Tonino Accolla (Le Diable s'habille en Prada)
- Leggio d'oro de la révélation : Danilo Brugia
- Leggio d'oro - Mention spéciale : Solvejg D'Assunta
- Prix de la voix télévisuelle : Teo Teocoli
- Prix de la voix sociale : Le Iene

### 2008
La cinquième cérémonie de remise a eu lieu le 26 juillet 2008 à Lecce et était présentée par Emanuela Morini et Ascanio Pacelli,
- Leggio d'oro Alberto Sordi : Giorgio Ariani
- Leggio d'oro de la carrière : Renato Mori
- Leggio d'oro de la voix de l'année : Angelo Maggi
- Leggio d'oro de l'interprétation féminine : Giuppy Izzo (Renée Zellweger, Halle Berry, Lauren Graham)
- Leggio d'oro de l'interprétation masculine : Roberto Pedicini (Jim Carrey, Rupert Everett, Patrick Swayze)
- Leggio d'oro de la direction artistique : Fiamma Izzo
- Leggio d'oro de la voix de dessins animés : Selvaggia Quattrini (Shrek, Manny et ses outils) et Peppino Mazzullo (Topo Gigio)
- Leggio d'oro de la révélation féminine : Ambra Angiolini
- Leggio d'oro rivelazione masculine : Adriano Giannini
- Prix de la voix spécial : Striscia la notizia
- Prix de la voix spécial : ADNkronos
- Prix de la voix radiophonique : Igor Righetti
- Prix de la voix culturelle : Angelo Crespi

### 2009
La sixième cérémonie de remise a eu lieu le 25 juillet 2009 à Forio d'Ischia et était présentée par Mariolina Cannuli et Ascanio Pacelli,
- Leggio d'oro Alberto Sordi : Enzo Garinei
- Leggio d'oro de la carrière : Massimo Turci
- Leggio d'oro de la voix féminine de l'annéeell'anno : Francesca Fiorentini
- Leggio d'oro de la voix masculine de l'année et prix de la critique : Luca Ward
- Leggio d'oro de l'interprétation féminine : Barbara De Bortoli (Naomi Watts dans L'Enquête)
- Leggio d'oro de l'interprétation masculine : Riccardo Rossi (Paul Walker dans Fast and Furious)
- Leggio d'oro de la direction artistique : Giorgio Lopez (Au-delà de l'illusion)
- Leggio d'oro de la voix de dessins animés ou documentaires : Paolo Bonolis (Un jour sur Terre)
- Leggio d'oro - Mention spéciale animation : Fabrizio Frizzi (Toy Story)
- Leggio d'oro - prix du publix : Ciro Imparato
- Prix de la voix culturelle : Giuseppe Benelli
- Prix de la voix radiophonique : Bruno Socillo
- Prix de la voix télévisuelle : Juliana Moreira

### 2010
La septième cérémonie de remise a eu lieu le 31 juillet 2010 à Forte dei Marmi et était présentée par Mariolina Cannuli et Moreno Morello,
- Leggio d'oro Alberto Sordi : Massimo Lopez
- Leggio d'oro de la carrière et premio della critica : Claudio Sorrentino
- Leggio d'oro de la voix féminine de l'annéeell'anno : Rossella Izzo
- Leggio d'oro de la voix masculine de l'année : Mario Cordova
- Leggio d'oro de l'interprétation féminine : Domitilla D'Amico (Zoe Saldaña dans Avatar)
- Leggio d'oro de l'interprétation masculine : Pasquale Anselmo (Jeremy Renner dans Démineurs)
- Leggio d'oro de la direction artistique : Carlo Valli (Là-haut)
- Leggio d'oro voce telefilm : Gino La Monica (Joe Mantegna dans Esprits criminels)
- Leggio d'oro - Mention spéciale : l'équipe de Radio Deejay
- Prix de la voix de la culture : Philippe Daverio
- Prix de la voix judiciaire : Duilio Giammaria
- Prix de la voix radiophonique : Luisella Berrino
- Prix de la voix sociale : l'association Madraxa
- Prix de la voix sportive : Cristiano Militello
- Prix de la voix Le millevoci : Dario Ballantini
- Prix de la voix socio-culturelle : Igor Righetti

### 2011
La huitième cérémonie de remise a eu lieu le 30 juillet 2011 à Cefalù et était présentée par Moreno Morello et Ramona Badescu,
- Leggio d'oro Alberto Sordi : Johnny Dorelli et Gianluca Guidi
- Leggio d'oro de la carrière : Adalberto Maria Merli
- Leggio d'oro de la voix féminine de l'annéeell'anno : Valentina Mari
- Leggio d'oro de la voix masculine de l'année : Francesco Venditti
- Leggio d'oro de l'interprétation féminine : Perla Liberatori (Scarlett Johansson)
- Leggio d'oro de l'interprétation masculine et premio della critica : Fabio Boccanera (Johnny Depp, Ben Affleck)
- Leggio d'oro de la direction artistique : Francesco Vairano
- Leggio d'oro de la voix de téléfilm ou série télévisée : Fabrizio Pucci (Jimmy Smits dans New York Police Blues)
- Leggio d'oro - Mention spéciale animation : Mario Zucca (Bob l'éponge)
- Prix de la voix du silence : Simone Barbato
- Prix de la voix du courage : Stefania Petyx
- Prix de la voix du souvenir : Peppino Mazzullo

### 2012
La neuvième cérémonie de remise a eu lieu le 28 juillet 2012 à Alghero et était présentée par Moreno Morello et Giorgia Palmas,
- Leggio d'oro Alberto Sordi : Enzo Iacchetti
- Leggio d'oro de la carrière : Rita Savagnone et Luciano De Ambrosis
- Leggio d'oro de la voix féminine de l'annéeell'anno : Marzia Ubaldi
- Leggio d'oro de la voix masculine de l'année : Alessandro Rossi
- Leggio d'oro de l'interprétation féminine : Alessia Amendola (Elliot Page dans To Rome with Love)
- Leggio d'oro de l'interprétation masculine : Simone Mori (Omar Sy dans Intouchables)
- Leggio d'oro de la direction artistique et premio della critica : Claudio Sorrentino
- Leggio d'oro de la voix de téléfilm ou série télévisée : Chiara Gioncardi (Crystal Reed dans Teen Wolf)
- Leggio d'oro - Mention spéciale animation : Marco Mengoni (Le Lorax)
- Prix de la voix solidaire : Enzo Iacchetti
- Prix de la voix judiciaire : Jimmy Ghione
- Prix de la voix contre le gaspillage : Vittorio Brumotti

### 2013
La dixième cérémonie de remise a eu lieu le 27 juillet 2013 à Alghero et était présentée par Moreno Morello et Laura Freddi,
- Leggio d'oro Alberto Sordi : Maurizio Nichetti
- Leggio d'oro de la carrière : Carlo Reali
- Leggio d'oro de la voix féminine de l'annéeell'anno : Sonia Scotti
- Leggio d'oro de la voix masculine de l'année : Stefano Crescentini
- Leggio d'oro de l'interprétation féminine : Roberta Pellini (Catherine Zeta-Jones dans Broken City)
- Leggio d'oro de l'interprétation masculine : Francesco Pezzulli (Leonardo DiCaprio dans Django Unchained et Gatsby le Magnifique)
- Leggio d'oro de la direction artistique et premio della critica : Massimo Giuliani (Hitchcock)
- Leggio d'oro de la voix de téléfilm ou série télévisée : Letizia Scifoni (Troian Bellisario dans Pretty Little Liars)
- Leggio d'oro du meilleur son : Roberto Martinelli
- Leggio d'oro des meilleurs dialogues : Gianni Galassi
- Leggio d'oro - Mention spéciale animation : Antonio Casanova (Le Monde fantastique d'Oz)
- Prix de la voix de fiction : Roberta Giarrusso
- Prix de la voix de l'ENDAS : Amalia Roseti
- Prix de la voix du peuple : Max Laudadio
- Prix de la voix de la Sardaigne : Cristian Cocco
- Prix de la voix : Federico Stragà

### 2014
La onzième cérémonie de remise a eu lieu le 19 juillet 2014 à Alghero et était présentée par  Moreno Morello et Alessia Reato,
- Leggio d'oro Alberto Sordi : Maurizio Mattioli
- Leggio d'oro de la carrière et premio della critica : Michele Gammino
- Leggio d'oro de la voix féminine de l'annéee : Roberta Greganti
- Leggio d'oro de la voix masculine de l'année : Flavio Aquilone
- Leggio d'oro de l'interprétation féminine : Claudia Catani (Angelina Jolie dans Maléfique)
- Leggio d'oro de l'interprétation masculine : Francesco Prando (Ralph Fiennes dans The Grand Budapest Hotel)
- Leggio d'oro de la direction artistique : Sandro Acerbo (Twelve Years a Slave)
- Leggio d'oro de la révélation de dessins animés : José Altafini (Rio 2)
- Leggio d'oro de la voix de téléfilm ou série télévisée  culte : Edoardo Nevola (Le Prince de Bel-Air)
- Prix de la voix musicale : Attilio Fontana
- Prix de la voix animalière : Marco Anelli
- Prix de la voix du spectacle : Bove et Limardi

### 2015
La douzième cérémonie de remise a eu lieu le 12 juillet 2015 à Cinquale di Montignoso et était présentée par Laura Freddi et Manlio Dovì,
- Prix spécial des 20 ans des Leggii d'oro et prix de la critique : Rossella Izzo
- Prix spécial des 20 ans des Leggii d'oro pour la carrière : Vittoria Febbi et Pino Ammendola
- Leggio d'oro Alberto Sordi : Nino Formicola
- Leggio d'oro de la voix masculine de l'année : Niseem Onorato (Benedict Cumberbatch dans Imitation Game)
- Leggio d'oro de l'interprétation féminine : Myriam Catania (Keira Knightley dans Imitation Game)
- Leggio d'oro de la direction artistique : Rodolfo Bianchi (Youth)
- Leggio d'oro de la voix de téléfilm ou série télévisée culte : Diego Reggente (New York, police judiciaire, Urgences, X-Files)
- Prix de la voix sportive : Ezio Luzzi
- Prix de la voix musicale : Ilaria Porceddu
- Prix de la voix théâtrale : Emiliano Reggente

### 2016
La treizième cérémonie de remise a eu lieu le 23 juillet 2016 à Reggio de Calabre et était présentée par  Moreno Morello et Maria De Filippi
- Leggio d'oro Alberto Sordi : Giancarlo Magalli
- Leggio d'oro de la carrière : Stefano De Sando
- Leggio d'oro de la voix féminine de l'annéee : Valentina Favazza (Alicia Vikander dans Danish Girl et Les Suffragettes)
- Leggio d'oro de la voix masculine de l'année : Christian Iansante (Bradley Cooper et Jeremy Renner)
- Leggio d'oro de l'interprétation féminine : Erica Necci (Saoirse Ronan dans Brooklyn)
- Leggio d'oro de l'interprétation masculine : Mario Cordova (Bryan Cranston dans Dalton Trumbo)
- Leggio d'oro de la voix de téléfilm ou série télévisée  de l'année : Roberto Pedicini (Kevin Spacey dans House of Cards)
- Leggio d'oro de la direction artistique : Marco Mete (Ave, César !)
- Leggio d'oro de la voix de dessins animés : Maccio Capatonda (Angry Birds, le film)
- Leggio d'oro - Mention spéciale : Cristina Boraschi (Julia Roberts et Sandra Bullock)
- Prix de la voix du football : Les Autogol
- Prix de la voix internationale : Michelle Martinez Suaste

### 2017
La quatorzième et ultime cérémonie de remise a eu lieu le 2 septembre 2017 l'hôtel Excelsior de Venise en marge de la Mostra de Venise 2017. Les prix d'interprétation masculine et féminine ont été décernés à Angelo Maggi et Chiara Colizzi